# Wilhelm Schepmann
Wilhelm Hans Schepmann (Baak bij Hattingen, 17 juni 1894 - Gifhorn, 26 juli 1970) was een Duits nationaalsocialist. Hij diende in de Eerste Wereldoorlog in het Duitse leger. In 1922 sloot hij zich aan bij de Nationaalsocialistische Duitse Arbeiderspartij (NSDAP) van Hitler. Ook sloot hij zich bij de Sturmabteilung (SA) aan. Hij werd in april 1934 bevorderd tot SA-Gruppenführer (luitenant-generaal) en benoemd tot commandant van de SA-Groep Westfalen-Niederrhein. In november werd hij overgeplaatst als commandant naar Saksen (tot mei 1943). Vanaf 1932 was hij lid van de Pruisische Landdag (parlement) en van 1933 tot 1945 was hij lid van de Rijksdag. 
Na de dood van Viktor Lutze werd Wilhelm Schepmann Stabchef van de SA. Van 1944 tot 1945 was hij directeur van de trainingsschool van de Volkssturm. Na de oorlog leefde hij onder een valse naam en later werd hij aangeklaagd. Hij werd veroordeeld tot 9 maanden cel, maar in hoger beroep werd hij vrijgesproken. In 1952 werd hij als raadslid voor de BHE in de raad van de stad Gifhorn gekozen.

Stabschef SA-vlag voor voertuig, 1938-1945.

## Carrière
Schepmann bekleedde verschillende rangen in zowel de Pruisische leger als Sturmabteilung. De volgende tabel laat zien dat de bevorderingen niet synchroon liepen.
| Datums                        | Pruisische leger     | Sturmabteilung          | Heer                  |
| ----------------------------- | -------------------- | ----------------------- | --------------------- |
| 1914                          | Soldat               | —                       | —                     |
| Januari 1915 - 1916           | Leutnant der Reserve | —                       | —                     |
| 1931                          | —                    | SA-Oberführer           | —                     |
| 1 november 1932               | —                    | SA-Gruppenführer        | —                     |
| 9 november 1936               | —                    | SA-Obergruppenführer    | —                     |
| 1940                          | —                    | —                       | Hauptmann der Reserve |
| 2 mei 1943 - 18 augustus 1943 | —                    | Waarnemend Stabschef SA | —                     |
| 9 november 1943               | —                    | Stabschef SA            | —                     |

## Lidmaatschapsnummer
- NSDAP-nr.: 26 762 (lid geworden 1925)

## Onderscheidingen
Selectie: 
- IJzeren Kruis 1914, 2e Klasse[4]
- IJzeren Kruis 1939, 1e Klasse in 1940[4]
- Gewondeninsigne 1918 in zwart in 1918[7]
- Herhalingsgesp bij IJzeren Kruis 1939, 1e Klasse[8] en 2e Klasse[8] (1940)
- Gouden Ereteken van de NSDAP in 1933[8]
- Kruis voor Oorlogsverdienste, 1e klasse[4] en 2e klasse[4]
- Dienstonderscheiding van de NSDAP in goud[8][7]
- Gau Ehrenzeichen Sudetenland in december 1943[7]
- Ereteken voor trouwe dienst in zilver[7]

- Bibliothèque nationale de France: cb170344135 (data)
- Gemeinsame Normdatei: 129440566
- International Standard Name Identifier: 0000 0000 1719 9010
- Nederlandse Thesaurus van Auteursnamen: 292004133
- Virtual International Authority File: 65086400
- WorldCat: E39PBJqBkBF4VWjRTdyjw3dWjC